# Кузяковский сельсовет
Кузяковский сельсовет — упразднённый сельский совет в Бузовьязовском районе Башкирской АССР, ныне территория Ишлинского сельсовета Аургазинского района. Центром сельсовета выступала деревня Кузяково (Старое Кузяково, Старо-Кузяково).
В 1952 году в состав сельсовета входили 8 населённых пунктов. Помимо Старо-Кузяково, это
- пос. Ак-Куль, в 12 км от районного центра с. Бузовьязы и в 4 км от центра сельсовета с. Старокузяково
- село Ахмерово, в 12 км от районного центра с. Бузовьязы и в 5 км от центра сельсовета с. Старокузяково
- пос. Детдома, в 7 км от районного центра с. Бузовьязы и в 1 км от центра сельсовета с. Старокузяково
- пос. Заготскота, в 15 км от районного центра с. Бузовьязы и в 6 км от центра сельсовета с. Старокузяково
- пос. Кордона № 6, в 12 км от районного центра с. Бузовьязы и в 5 км от центра сельсовета с. Старокузяково
- село Муксино, в 7 км от районного центра с. Бузовьязы и в 1 км от центра сельсовета с. Старокузяково
- село Ново-Тимошкино, в 14 км от районного центра с. Бузовьязы и в 7 км от центра сельсовета с. Старокузяково

Ближайшие транспортные узлы в 1952 году, считая от центра сельсовета с. Старо-Кузяково, в десятках километров: до железнодорожной станции (Карламан) 45 км, до пристани (Сахаево) — 60 км.